# Université des sciences appliquées de Laponie
L'université des sciences appliquées de Laponie (en finnois : Lapin ammattikorkeakoulu) est un établissement d'enseignement supérieur et de recherche situé à Kemi, Tornio et  Rovaniemi en Finlande. 

## Description
L'université a été fondée en 2014 par la fusion de l'université de sciences appliquées de Kemi-Tornio (fi) créée en 1992 et de l'université des sciences appliquées de Rovaniemi (fi) créée en 1996.
En 2014, elle a environ 5 000 étudiants et 500 employés.

## Filières

### Bachelor
Les filières de formation principales sont:
- Technologies de l'information d'entreprise
- Allaitement
- Commerce international
- Tourisme

### Master
Les filières de formation principales sont:
- MBA en Management d'affaires internationales

## Galerie

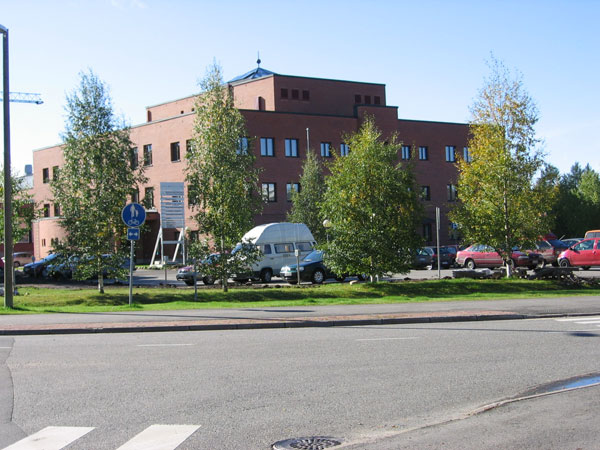
Campus de Rantavitikka à Rovaniemi.
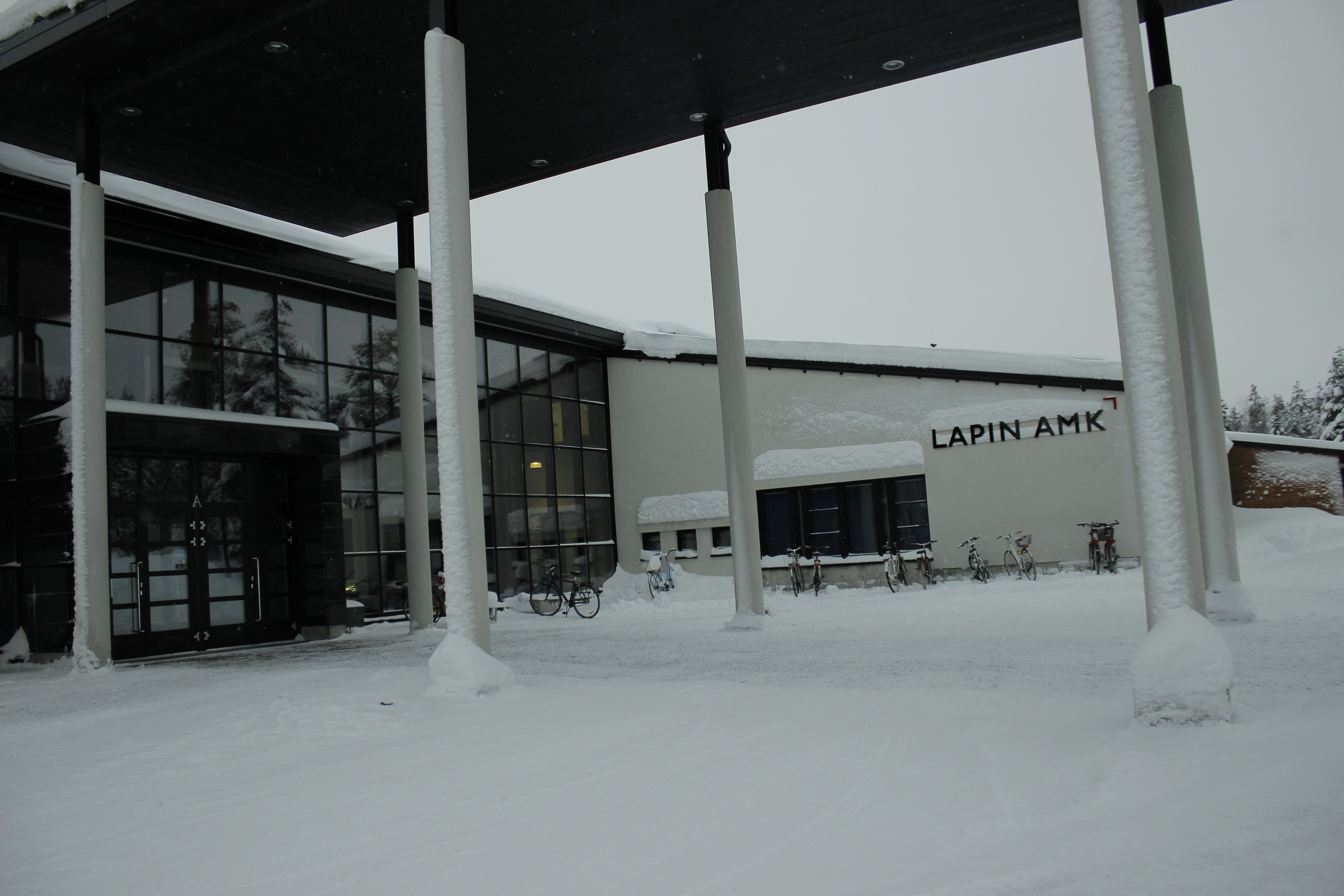
Campus de  Kivikko à Kemi.
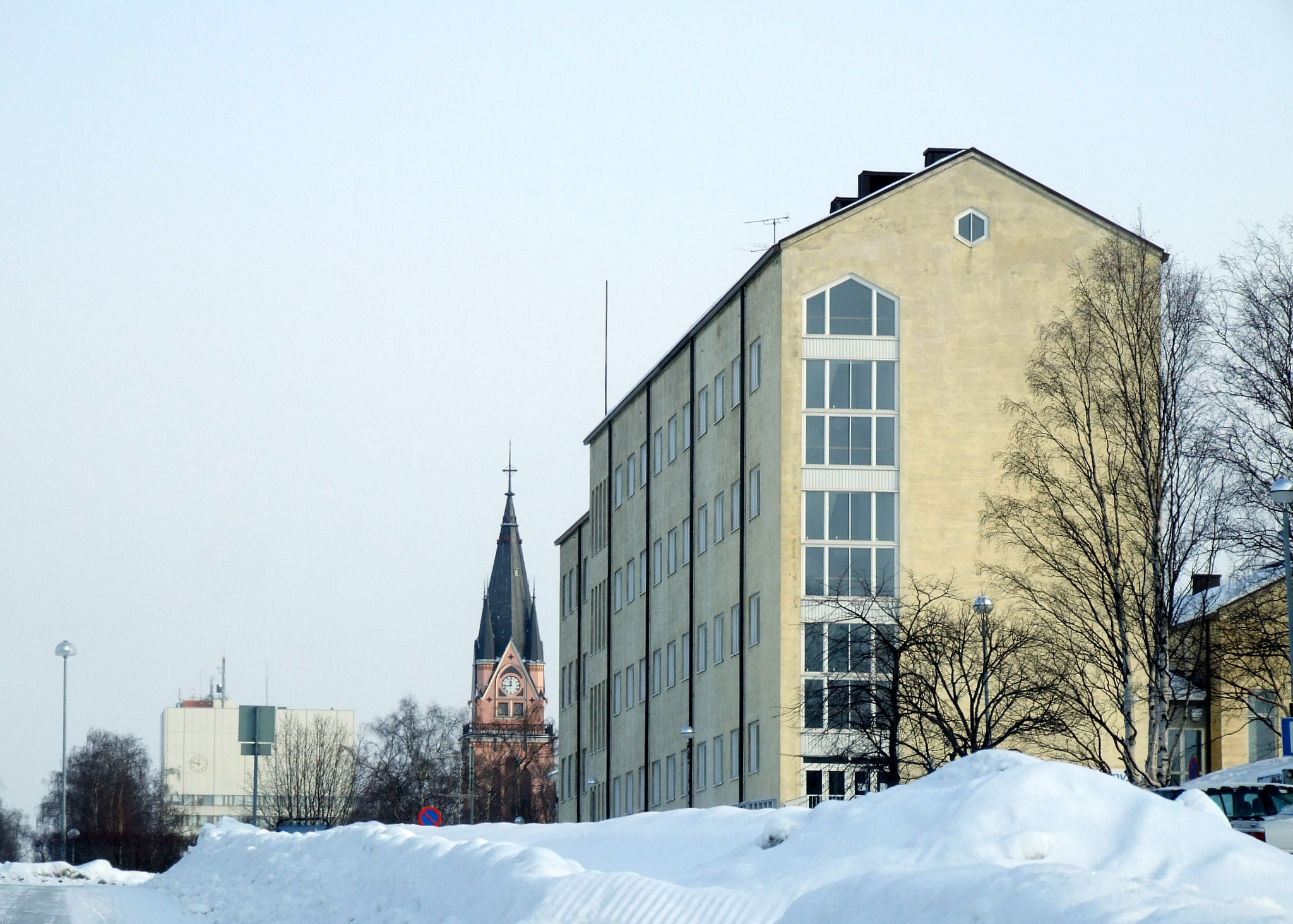
École des soins de santé et d'infirmières à Kemi.